# دهستان امامزاده عبدالعزیز
دهستان امامزاده عبدالعزیز، یکی از دهستان‌های بخش مرکزی شهرستان هرند در استان اصفهان ایران است.
این دهستان در مسیر جاده اصفهان - ورزنه واقع شده است.

## جمعیت
براساس سرشماری عمومی نفوس و مسکن در سال ۱۳۹۵، جمعیت دهستان امامزاده عبدالعزیز برابر با ۴،۹۰۳ نفر بوده‌است.